# Gomesa carlosregentii
Gomesa carlosregentii är en orkidéart som beskrevs av Emil Lückel. Gomesa carlosregentii ingår i släktet Gomesa och familjen orkidéer. Inga underarter finns listade i Catalogue of Life.